# 鄭承博
鄭 承博（정승박、チョン・スンバク、てい しょうはく、1923年9月9日 - 2001年1月18日）は、在日朝鮮人一世作家。戦時の混乱期を描いた「裸の捕虜」などの小説は実体験をモチーフとしている。おおらかな文体が魅力で、困難な時代と重厚な経験を軽妙に描いて見せた。小説のほか、川柳、詩、随筆と幅広く活躍し、淡路島に住み着いてからは地元の文化活動の求心力ともなっていた。

## 来歴
- 朝鮮慶尚北道安東郡の農家の長男として生まれる[1]。9歳のとき、和歌山県田辺市で土木工事の飯場頭をしていた叔父を頼り単身渡日し、炊事係として働く[2]。叔父一家が夜逃げしたあと、阪場を転々として、更に農家の作男として「農奴」のように働いた。
- 1937年、13歳にとき、田辺出身で全国水平社運動の指導者である栗須七郎と出会い、大阪市浪速区の栗須の自宅に住み込んで勉強する[3]。
- 1942年、東京の日本高等無線学校に入学するも、翌年、朝鮮人に無線技術習得禁止により放校処分されたと言う[4]。大阪に戻り徴用工として入社した金属加工会社で買い出しの係を務め、検挙される。その後は新潟県十日町市、愛知県名古屋市、福井県丸岡町など全国各地を転々として土木工事、旋盤工など幾多の仕事をしながら生きのびる。
- 日本の敗戦の翌年、日本人女性中野小静と駆け落ちし、淡路島で生活を始める[5]。新聞配達、朝鮮飴・栗饅頭・塩煎餅などの製造販売、焼酎密造、旋盤工、土木工事などをして生きるが、貧しかった。
- 1958年、洲本市で「バー・ナイト」を開店し、以後経済的に生活が安定する。
- 1961年、川柳の投稿をはじめ、川柳同人会・大阪番傘本社の会員となり、淡路番傘川柳会の設立同人となる。川柳を書くときのペンネームは「西原ひろし」とした。1961年6月、『川柳 阿波路』創刊・編集発行人となる。
- 1966年、処女小説「富田川」を『川柳 阿波路』に連載はじめる。
- 1970年、農民文学会会員となる。翌年、『農民文学』6月号に「追われる日々」を、同11月号に「裸の捕虜」を発表、この頃から「鄭承博」を著者名として使用。「裸の捕虜」は『文学界』に転載され、第15回農民文学賞受賞、芥川賞候補となった。
- 1973年2月、『裸の捕虜』が文藝春秋より刊行される。この後、「だん」の会設立会員（1973年4月）、文芸淡路同人会設立同人（1974年1月）、淡路文化協会設立会員（1976年1月）、淡路朝鮮文化研究会設立会員（1980年5月）など、次々と新しい文化活動に参加。その他、文章教室の講師を勤めるなど活動の場を広げた。
- 1991年11月、兵庫県教職員組合芸術文化賞受賞。

## 主な著書
- 『鄭承博著作集』1～5（新幹社 1993年10月～1997年12月）
- 『裸の捕虜』（文藝春秋 1973年2月）
- 『水平の人』（ひごろ書房 1996年10月）
- 『水平の人――栗須七郎先生と私』（みずのわ出版 2001年3月）